# Rennsteig (weg)

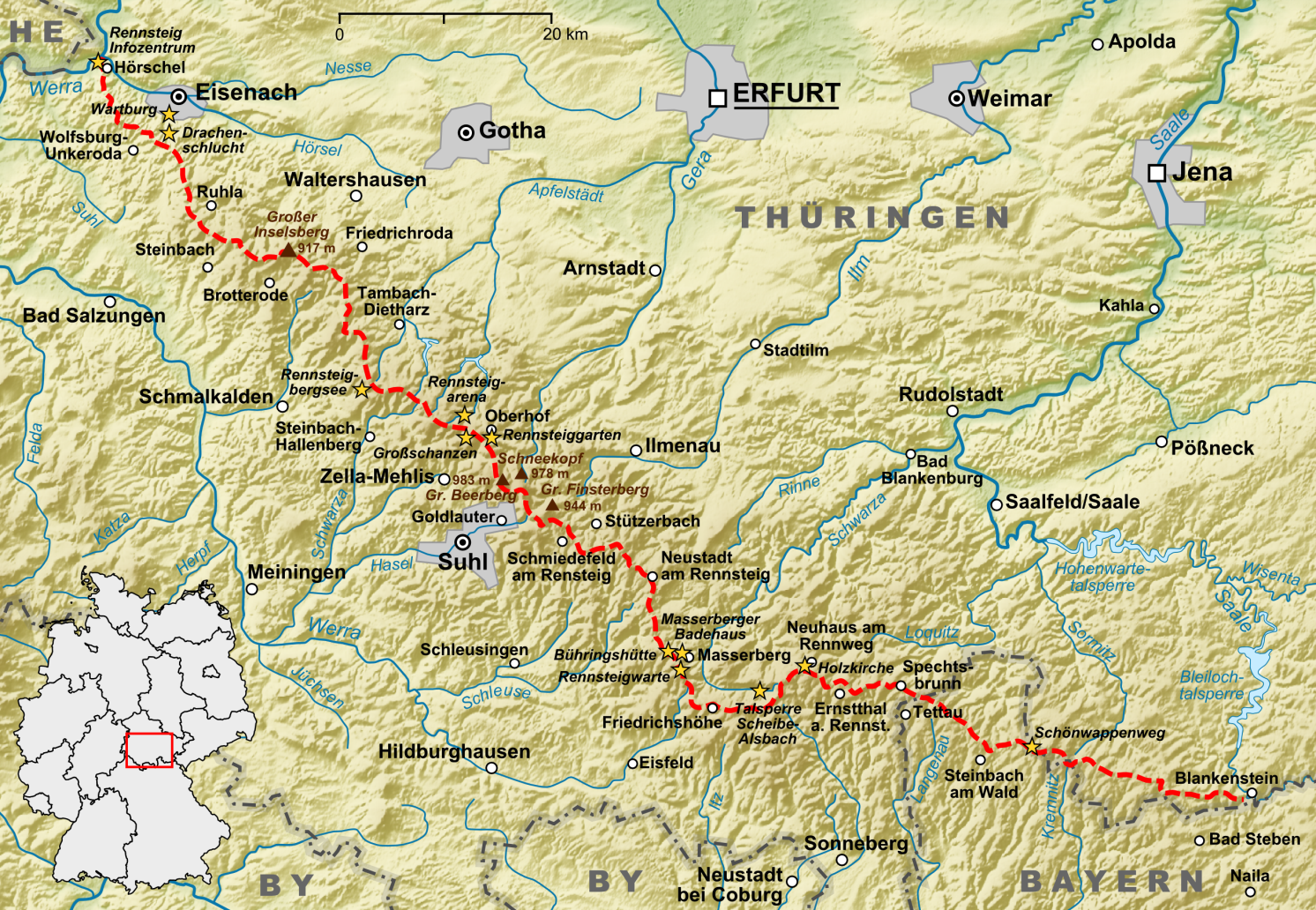
De Rennsteig.

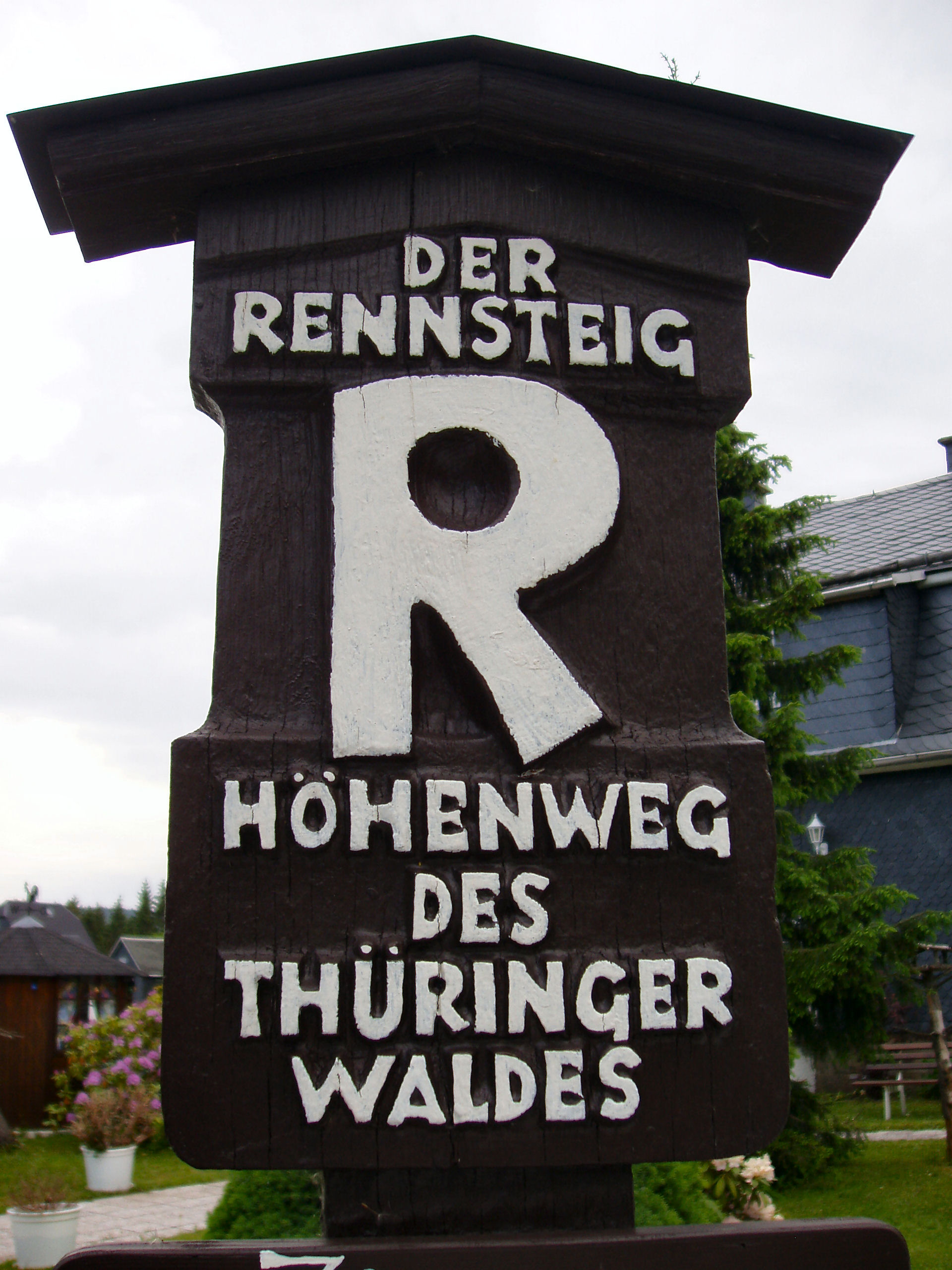
Typisch markeringsbord langs de Rennsteig.

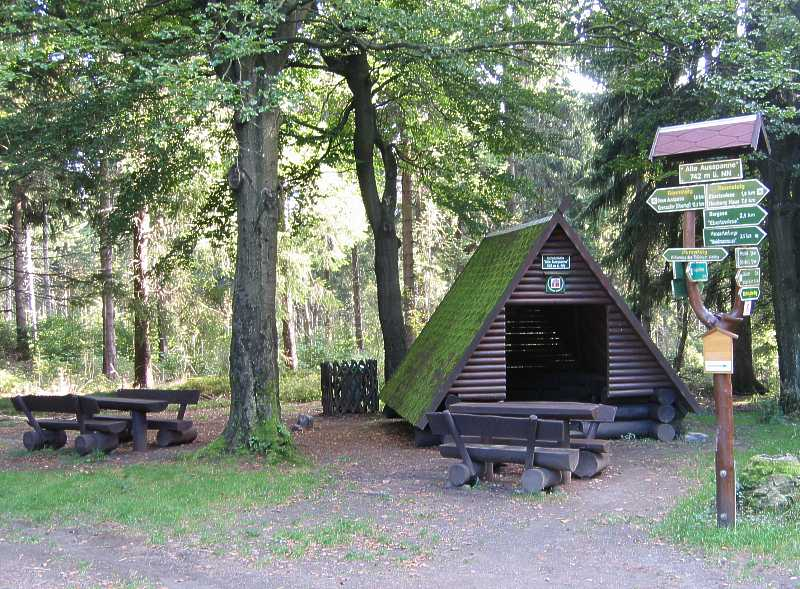
De Rennsteig bij Tambach-Dietharz.

De Rennsteig is een oud richelpad dat door het Thüringerwoud, het Thüringer leisteengebergte en het Frankenwald heen loopt. Het is ook een historische grensweg. 

## Geschiedenis
In de Middeleeuwen vormde de Rennsteig de grens tussen het Hertogdom Franken en het landgraafschap Thüringen. Het vormt nog grotendeels de grens en tevens isoglosse tussen het Frankische Zuid-Thüringen (waar de Oostopperfrankische dialecten Hennebergisch, Itzgründisch en Opperfrankisch gesproken worden) en het gebied ten noordoosten van het Thüringer Wald (waar de Thüringse dialecten Centraalthürings, Ilmthürings en Zuidoostelijk Thürings gesproken worden). Daarnaast vormt de Rennsteig de waterscheiding tussen de riviersystemen Werra/Wezer, Saale/Elbe en Main/Rijn. De stroomgebieden van deze drie riviersystemen komen weer samen aan de Dreistromstein bij Siegmundsburg. 
De eerste vermelding van de Rennsteig als Rynnestig dateert uit 1330. Over de exacte etymologie van de naam bestaat geen eenduidigheid; het eerste deel zou terug kunnen gaan op het binnen jagerskringen gebruikelijke Rain in de betekenis van "grens". 
In 1829 maakte de Duitse cartograaf Julius von Plänckner voor het eerst een volledige wandeling van 5 dagen over de Rennsteig, van Blankenstein tot aan Hörschel. Hij markeerde deze plekken als het begin- en eindpunt van de route. Drie jaar later werd zijn beschrijving samen met een eerste kaart van de Rennsteig opgenomen in een reizigershandboek.
In 1890 werd de Rennsteig door August Trinius als wandelroute ontdekt, waarna de weg dankzij publicaties van de in 1896 opgerichte Rennsteigverein al snel bekend werd. De Duitse wandelvereniging Verband Deutscher Gebirgs- und Wandervereine (ofwel de Deutscher Wanderverband) bestempelde de Rennsteig tot eind 2010 als een kwaliteitswandelroute (Prädikatswanderweg).
Op 19 juni 2000 werd het Rennsteig-fietspad officieel geopend. In het Oudhoogduits is een renniweg een smal loop- of rijpad (in tegenstelling tot een Heerstraße).

## Kenmerken
De Rennsteig loopt over de kamlijn van het Thüringer middelgebergte van het noordwesten naar het zuidoosten. De hoogte varieert van ca. 500 tot 970 meter. De Rennsteig begint 196 m boven NHN in Hörschel (een stadsdeel van Eisenach) en eindigt 169,3 km verder op een hoogte van 414 m NHN in Blankenstein. In 2003 werd de exacte lengte van de Rennsteig vastgesteld op 169,29 km. 
Langs de Rennsteig staan ca. 1300 historische grenspalen, die in de 16e eeuw werden aangebracht. Bijzonder opvallend zijn de 13 Dreiherrensteine (in de volksmond Rennwegsteine genoemd) waarvan er slechts 10 direct langs de Rennsteig zelf staan. De tegenwoordig nog overgebleven grenspalen dateren overwegend uit de 18e eeuw. Daarnaast staan er nog enkele steenkruizen en gedenktekens.

## Plaatsen aan de Rennsteig
Van noordwest naar zuidoost: Hörschel, Wolfsburg-Unkeroda, Ruhla, Steinbach, Brotterode, Floh-Seligenthal, Oberhof, Suhl-Goldlauter, Schmiedefeld am Rennsteig, Stützerbach, Allzunah, Frauenwald, Neustadt am Rennsteig, Masserberg, Friedrichshöhe, Siegmundsburg, Scheibe-Alsbach, Steinheid, Neuhaus am Rennweg, Ernstthal am Rennsteig, Spechtsbrunn, Tettau, Steinbach am Wald, Blankenstein.